# Coll de Bassoles
El Coll de Bassoles és una muntanya de 303 metres que es troba al municipi de Tivissa, a la comarca catalana de la Ribera d'Ebre. El terreny entre el Coll de Bassoles i el Coll de Basquetes és de geologia cretàcia i presenta afloraments de calcàries amb argiles laterítiques.